# 富士號列車

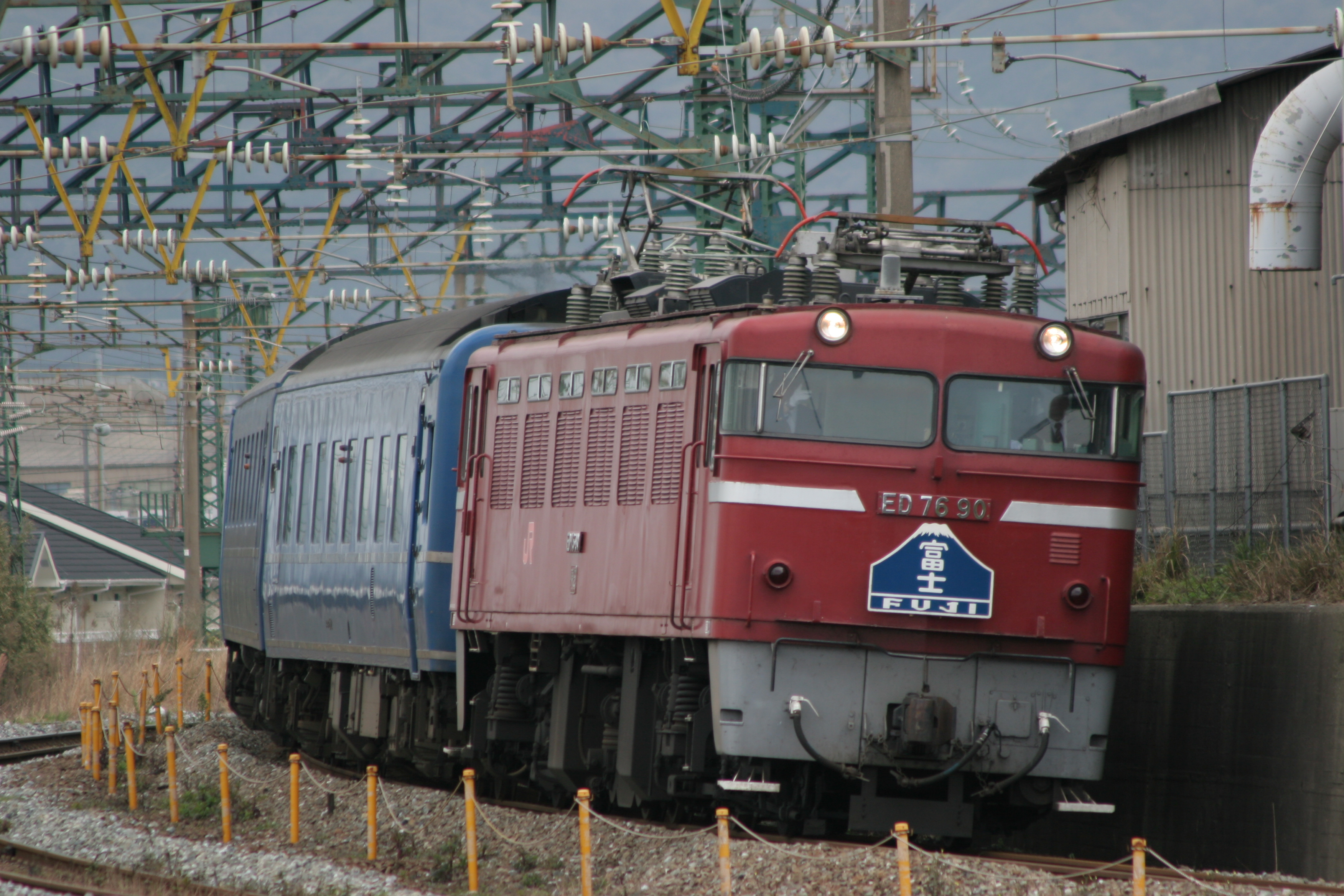
富士號列車的最後一個行驶日

「富士」（日语： Fuji */?）是JR九州、JR西日本、JR東海和JR東日本于2009年3月14日前營運，行駛於東海道本線、山陽本線、日豐本線、往返於東京至大分之間的特急寝车。在2009年3月14日的时刻表改正中，当时与其并结运行的隼號列車（はやぶさ）亦一同被废止。
歷史上於日豐本線運行的急行列車「高千穗」（たかちほ）亦在沿革一併介紹。

## 废止之前的运行状况
2005年3月1日時刻表修正之後，對使用車輛等作出了變更。而且於東京站～門司站間與「隼（はやぶさ）」號併結運轉。
客車編成
列車的編成（隼、富士併結運轉時）
- 下行:1～6號車，隼／7～12號車，富士
- 上行:1～6號車，富士／7～12號車，隼

使用九州旅客鐵道熊本運輸中心所屬的14系客車。
- 1、7號車：14型與15型：開放式B寢台
- 2、8號車：15型3000番台：A個室寢台「Single Deluxe」
- 3、9號車：15型2000番台：B個室寢台「Solo」
- 4、10號車：15型：開放式B寢台
- 5、11號車：15型：開放式B寢台
- 6、12號車：14型與15型：開放式B寢台

牽引機車
- 東京～下關間
JR西日本下關地域鐵道部下關車輛管理室EF66形電氣機關車
- 下關～門司間
JR九州豐肥久大鐵道事業部豐肥久大運輸中心EF81形電氣機關車
- 門司～大分間
JR九州豐肥久大鐵道事業部豐肥久大運輸中心ED76形電氣機關車

列車編號
- 列車編號為下行=1、上行=2。

停車站
●：停車。↓、↑：通過（箭頭方向運行）。※：臨時停車。（運）：運轉停車。
- 下行的下松站～大分站間持立席特急券可以使用B寢台的座位（下表的着色部分。另可參照寢台劵）。

| 站名＼運行方向 | 下行   | 上行   |
| -------------- | ------ | ------ |
| 東京站         | ●      | ●      |
| 品川站         | （※）  | （※）  |
| 橫濱站         | ●      | ●      |
| 熱海站         | ●      | ●      |
| 沼津站         | ●      | ●      |
| 富士站         | ●      | ●      |
| 靜岡站         | ●      | ●      |
| 濱松站         | ●      | ●      |
| 豐橋站         | ●      | ↑      |
| 名古屋站       | ●      | ●      |
| 岐阜站         | ●      | ↑      |
| 米原站         | （運） | （運） |
| 京都站         | ●      | ↑      |
| 大阪站         | ●      | （運） |
| 岡山站         | （運） | ●      |
| 福山站         | ↓      | ●      |
| 尾道站         | ↓      | ●      |
| 廣島站         | ●      | ●      |
| 岩國站         | ●      | ●      |
| 柳井站         | ●      | ●      |
| 下松站         | ●      | ●      |
| 德山站         | ●      | ●      |
| 防府站         | ●      | ●      |
| 新山口站       | ●      | ●      |
| 宇部站         | ●      | ●      |
| 下關站         | ●      | ●      |
| 門司站         | ●      | ●      |
| 小倉站         | ●      | ●      |
| 行橋站         | ●      | ●      |
| 中津站         | ●      | ●      |
| 宇佐站         | ●      | ●      |
| 杵築站         | （運） | ↑      |
| 別府站         | ●      | ●      |
| 大分站         | ●      | ●      |

### 車掌負責區
（上下）
- （東京～下關）下關地域鐵道部
- （下關～大分）大分車掌中心

## 沿革
（參照東海道本線優等列車沿革、山陽本線優等列車沿革）

### 寢台特急以前的「富士」

#### 第二次世界大戰前─日本初期特別急行1、2號列車「富士」
- 1912年（明治45年）6月　東海道本線、山陽本線的東京～下關站間，有由一等、二等車編成的日本最初的特別急行列車，車尾為一等展望車。
- 1929年（昭和4年）9月　特急1、2號列車命名為「富士」。於1923年（大正12年）7月開始運行的特急3、4號列車命名為「櫻」。這是日本最初有特有名稱的列車。
「富士」於第二次世界大戰發生前是日本的代表列車。當時的1、2號列車只有一等、二等車，而特急3、4號列車則只由三等車編成。
列車名稱來自代表日本的「富士山」。
- 1934年（昭和9年）12月　隨著丹那隧道開通而作出時刻表改正，「富士」開始連結三等車。（同時「櫻」亦開始連結二等車。）
- 1942年（昭和17年）11月　隨著關門隧道開通，「富士」的運行區間擴大至東京站～長崎站間。
- 1943年（昭和18年）10月　運轉區間縮短至東京站～博多站間。
- 1944年（昭和19年）4月　太平洋戰爭激化，運行中止。

#### 第二次世界大戰後「富士」的變遷
- 1950年（昭和25年）頃　新宿站～河口湖站間運行的行樂用臨時列車一度使用「富士」名稱（參照河口湖 (列車)）。
- 1961年（昭和36年）10月　東京站～神戶站、宇野站間的電車特急命名為「富士」。與當時的「燕」、「鳩」、「回聲」，成為東海道本線的晨行特急列車群。
- 1964年（昭和39年）9月　東海道新幹線開業時，東海道本線的電車特急全部取消，晨行列車「富士」亦廢除。名稱轉移至下記的寢台特急列車。

### 東京～日豐本線夜行列車「高千穗」、「富士」
1964年（昭和39年）以後，「富士」是日豐本線的寢台特急，為較以前運行於東京～西鹿兒島間急行列車「高千穗」更高一階的列車（特別急行）。亦是最早的宮崎縣至東京的直通特急列車。

#### 東京～東九州連絡急行「高千穗」
- 1951年（昭和26年）11月　急行「高千穗」於東京站～都城站間開始運行（東京～門司站間與由東京站至熊本站的急行「阿蘇」併結）。是最初的大分縣、宮崎縣至東京直通列車。
- 1954年（昭和29年）10月　「高千穗」的併結列車變更為由東京站至博多站的急行「玄海」。同時，與二等寢台車連結。
- 1956年（昭和31年）11月　「高千穗」的併結列車取消，改為全區間單獨運行，運行距離延長為東京站～西鹿兒島站間運行。同時與食堂車連結。是此時日本行走距離最長的列車，全區間走完得花31小時28分。但由於東京、大阪至鹿兒島有一般經由鹿兒島本線的列車，搭乘本列車走完全部區間的旅客不多。

#### 最長九州特急「富士」與最長夜行急行「高千穗」
- 1963年（昭和38年）6月　寢台特急編成大分站發車的班次。同時使用20系客車，成為藍色列車。
- 1964年（昭和39年）10月　大分站發車的特急編成分離獨立，賦予「富士」名稱。「富士」繼續使用20系客車。
- 1965年（昭和40年）10月　特急「富士」運行區間經日豐本線延長至西鹿兒島站（現：鹿兒島中央站）。
東京站～西鹿兒島站間共1,574.2 km，實際行駛時間超過24小時以上，與同區間行走的「高千穗」，成為日本運行距離最長的定期旅客列車。隨著「高千穗」於1975年（昭和50年）3月廢止，「富士」於1980年（昭和55年）10月縮短運行區間，這項日本紀錄現在還沒有被打破。
- 1968年（昭和43年）10月　「高千穗」與經鹿兒島本線行駛的急行「霧島」併結。同時「高千穗」原編成的寢台車、食堂車取消。
- 1970年（昭和45年）10月　「高千穗」與併結的鹿兒島本線急行列車改名「櫻島」。
- 1972年（昭和47年）3月　「櫻島」的食堂車取消。
- 1975年（昭和50年）3月　急行「高千穗」，降格為名古屋站～宮崎站間的臨時列車。「富士」的使用車輛變更為24系24形客車。

#### 九州寢台特急凋落的時代與「富士」
- 1976年（昭和51年）10月　使用車輛改為24系25形客車。
- 1980年（昭和55年）10月　由於使用者減少，運行區間縮短至宮崎站。此時日本最長距離特急的寶座由「隼」取得。
- 1985年（昭和60年）3月 東京站 - 下關站間的牽引機車改為EF66形。機車車頭的富士標誌由圓形換成與戰前的「富士」相同的山型。
- 1990年（平成2年）3月　至南宮崎站的運行區間延長1站。
- 1997年（平成9年）11月　由於使用者減少，運行區間縮短至現在的大分站。
- 1999年（平成11年）12月14日　JR九州對寢台特急列車系統作出整理，「隼」和“富士”共用的24系25形客車與「櫻」的14系客車併結成15卡的編成（其後為12卡）。
- 2004年（平成16年）2月　九州新幹線開業時，西鹿兒島站改名為鹿兒島中央站，這時的紀念活動有由東京（品川）～西鹿兒島間單程運行的特別團體列車。
- 2005年（平成17年）3月1日　於此時的時刻表改正後，与“富士”并结运转的“樱”被废止，同时「富士」與「隼」成為併結列車，使用車輛全車為14系客車。
- 2009年（平成21年）3月13日　於此時的時刻表改正後，「富士」與「隼」被废止，这也标志着通过关门隧道的定期寝台列车的全部消失、東京站始发终到的定期蓝色列车的全部消失。

## 關連項目
- 櫻號列車（さくら）
- 隼號列車 (臥鋪特急)（はやぶさ）
- 朝风号列车（あさかぜ）

## 外部連結
- （日語）
- （日語）